# Famille de La Baume de Suze
Pour les articles homonymes, voir Familles de La Baume.
La famille de La Baume de Suze est une famille noble originaire du Dauphiné. Sa filiation prouvée remonte au XVe siècle et elle s'éteint au XIXe siècle.
Plusieurs membres ont occupé des charges au service du roi de France ou de l'Église, notamment un archevêque, plusieurs évêques et des abbés commendataires.

## Histoires

### Origines
Selon certains auteurs anciens, le filiation de cette famille pourrait remonter à la fin du XIe siècle. Ainsi Gustave de Rivoire de La Bâtie, auteur de l'Armorial du Dauphiné (1867), cite les travaux de Nicolas Chorier, auteur d'une Histoire généalogique de la maison de Sassenage, branche des anciens comtes de Lion et de Forests (1669), qui faisait mention du mariage, vers 1090, de Hugues de La Baume avec Aalgardis de Sassenage, fille d'Hector, seigneur de Sassenage. Selon Chorier les descendants de ce Hugues de La Baume serait les La Baume de Suze.
Certains auteurs anciens ont cherché à faire de cette famille une branche des La Baume-Montrevel, mais le généalogiste Samuel Guichenon, dans son Histoire de la Bresse et du Bugey (1650), démontre qu'il n'y a pas de lien entre elles.
Gustave Chaix d'Est-Ange (1904), citant les travaux de Bernard Chérin (auteur du XVIIIe siècle), indique que l'on ne sait rien de cette famille avant Louis de La Baume, mentionné en 1424. Selon François-Alexandre Aubert de La Chesnaye Des Bois (auteur du XVIIIe siècle), également cité, le père de ce dernier serait le chevalier Louis de La Baume. Louis de La Baume, mentionné en 1424, épouse en 1426 Antoinette de Saluces, qui apporte en dot Suze (Suze-la-Rousse et son château, dans la Drôme), d'où le patronyme de La Baume de Suze,.

### XVIe–XVIIesiècles
L'arrière petit-fils de Louis, François († 1587) porte le titre de comte de Suze,. Il est gouverneur et lieutenant général de Provence pour le roi de France, général de l'Église en Comtat-Vénaissin, conseiller d'États, amiral des mers du Levant,. Marié à Françoise de Lévis-Ventadour, ils ont trois fils. L'aîné, Rostaing, comte de Suze et de Rochefort, poursuit la carrière militaire de son père et devient maréchal des camps des armées du roi, ainsi que bailli des montagnes du Dauphiné,. Il a plusieurs enfants issus de deux mariages, dont Louis François, qui devient évêque de Viviers,.
Pendant près de deux siècles, du XVe siècle au XVIIe siècle, des membres de la famille sont à la tête de l’abbaye de Mazan, en Ardèche, la charge passant ainsi de père en fils. Le premier des abbés commendataires remonte à l'année 1497, avec Charles de La Baume de Suze, qui résigne en 1531 au profit de son fils Rostaing.

### Les derniers membres
La famille s'éteint avec Aldonce-Marthe-Julie-Marie La Baume-Suze, marquise des Isnards, en 1854,. Son fils substitue le nom de Suze à celui d'Isnard.

## Titres
- Seigneur de Suze-la-Rousse
- Seigneur d'Eyrieu
- Comte de Suze-la-Rousse (1572)
- Comte de Rochefort
- Marquis de Bressieux

## Armes
| Blason | Blasonnement : Baume de Suze : D'or, à trois chevrons de sable ; au chef d'azur, chargé d'un lion issant d'argent couronné d'or,. Commentaires : Devise : Dulce et decorum est, Cri de guerre : Suze !, |

## Membres
- Humbert de La Baume, membre du conseil delphinal, commandeur de Saint-Paul-lès-Romans[6] ;
- Louis II de La Baume, tué à la bataille de Verneuil[réf. nécessaire] ;
- Louis de La Baume, protonotaire du Saint-Siège, prévôt de la cathédrale de Vaison et abbé de Mazan en Vivarais[réf. nécessaire] ;
- Charles Ier de La Baume de Suze, abbé commendataire de Mazan (1497-1531)[4] ;
- Rostaing de La Baume de Suze, fils du précédent abbé commendataire de Mazan (1531-1561)[4], évêque d'Orange (1543-1556)[7] ;
- François de La Baume († 1587), comte de Suze, gouverneur de Provence et du Comtat Venaissin[3], chevalier de l'ordre du Saint-Esprit (1581) ;
- Antoine de La Baume de Suze, abbé commendataire de Mazan (1579-1608) ;
- Louis de La Baume de Suze, abbé commendataire de Mazan (1662-1690)[réf. nécessaire], évêque de Viviers (1621-1690)[8] ;
- Armand-Anne-Tristan de La Baume de Suze, évêque de Tarbes (1675), transféré à Saint-Omer (1677) puis archevêque d'Auch (1684) ;
- Marthe de la Baume de Suze, abbesse de Saint-Amand ;

## Possessions
Liste non exhaustive des possessions tenues en nom propre ou en fief de la famille de Baume de Suze :
- château de Bressieux, à Bressieux (1588-1720) ;
- château de Suze-la-Rousse, à Suze-la-Rousse ;
- château de Villars, à Villars-les-Dombes (ap. 1611-1666).

## Pour approfondir